# Орёл (приток Кири)
Орёл — река в России, протекает по Ибресинскому району Чувашской Республики. Левый приток реки Киря.

## География
Река Орёл берёт начало в лесах к югу от посёлка Орёл. Течёт на северо-восток через берёзовые леса. Устье реки находится ниже посёлка Красная Заря в 76 км от устья Кири. Длина реки составляет 10 км.

## Данные водного реестра
По данным государственного водного реестра России относится к Верхневолжскому бассейновому округу, водохозяйственный участок реки — Сура от устья реки Алатырь и до устья, речной подбассейн реки — Сура. Речной бассейн реки — (Верхняя) Волга до Куйбышевского водохранилища (без бассейна Оки)